# Солонин, Юрий Никифорович
Ю́рий Ники́форович Соло́нин  (5 июня 1941, Тбилиси, СССР — 8 июня 2014, Санкт-Петербург, Россия) — советский и российский философ

 и культуролог, эксперт в области истории философии и логики, философии науки, а также теории идеологии; доктор философских наук, профессор, заведующий кафедрой культурологии философского факультета СПбГУ. Член Совета Федерации от исполнительного органа государственной власти Хабаровского края.

## Биография
Родился в семье военнослужащего.
В 1961 году стал студентом философского факультета Ленинградского государственного университета. По окончании факультета в 1966 году был принят в аспирантуру по кафедре логики под научным руководством Иосифа Нусимовича Бродского.
В 1969 году ещё до окончания аспирантуры устроился на философский факультет, где и работал в качестве ассистента, а затем доцента до 1980 года. В 1971 году защитил диссертацию на соискание учёной степени кандидата философских наук по теме «Логические исследования Станислава Лесневского».
В связи с созданием кафедры современной зарубежной журналистики в 1980 году переведён на факультет журналистики заведующим кафедрой зарубежной журналистики. На этом факультете работал до 1989 года, последнее время в качестве декана. В том же году был избран по конкурсу деканом философского факультета и заведующим кафедрой теории культуры, этики и эстетики.
В 1988 году защитил диссертацию на соискание учёной степени доктора философских наук по теме «Наука как предмет философского анализа».
В 1989—2010 годах — декан философского факультета Санкт-Петербургского государственного университета.
С 1992 года являлся председателем Санкт-Петербургского философского общества, с 1997 года — вице-президент Российского философского общества, председатель диссертационного совета по защите докторских диссертаций философского факультета, председатель Головного совета «Философия» Министерства образования Российской Федерации, член Учёного совета философского факультета СПбГУ. Участвовал в подготовке и руководил I-м Российским философским конгрессом (СПб., июнь 1997).
В 2003 году получил звание «Заслуженный деятель науки Российской Федерации». С 9 февраля 2005 года по май 2013 года являлся представителем в Совете Федерации от исполнительного органа государственной власти Хабаровского края, первым заместителем председателя Комитета Совета Федерации по науке, образованию, культуре и информационной политике. Автор более 250 научных трудов, в том числе ряда монографий.
Действительный член Академии гуманитарных наук, член-корреспондент Международной академии высшей школы.

## Научная деятельность
Основные предметы исследования Ю. Н. Солонина — культурофилософская компаративистика; социокультурные контексты развития науки; идеологические опосредования духовного творчества; реконструкция историко-философского факта.
Ю. Н. Солонин полагает, что в системе концептов науки существуют «превращенные формы» (также в виде её «образов», детерминирующих как процесс развития науки, так и корпоративную идеологию учёных и влияющих на возникновение связи «наука — общество»). Он считает развитие науки полностью альтернативным, поскольку каждая научная эпоха определена выбором одной из возможных линий развития науки как господствующей — парадигма, при сохранении альтернативных течений, в которых зреют перспективные идеи для будущего. В этом случае он обращает внимание на ценность в этом отношении натурфилософии как источника идей возможных альтернативных научных программ.
В области теории идеологии Ю. Н. Солонин обосновывает понятие «политико-идеологического комплекса» как особого института современного государства, контролирующего и направляющего процессы идеологического обеспечения его функционирования. Также разрабатывает представление о субститутах идеологии.
В философии культуры Ю. Н. Солонин разрабатывал теорию культурной деструкции.

## Оценки
В проблематику культурологии, которая в постсоветском интеллектуальном пространстве начинает формироваться как университетская дисциплина и вводится в учебные программы практически всех специальностей, Ю. Н. Солонин привносит солидный багаж фундаментальной мысли и высокую логическую культуру…
 В этой полемически заостренной дискуссии [c М. С. Каганом] ещё в 90-е годы были сформулированы те крайние философские и теоретические полюса культурологии — антитеза подходов: «системность — целостность», которые и нынче во многом определяют интеллектуальное напряжение петербургской культурфилософской и культурологической мысли.

— Забулионите А.-К.И.

## Семья
Сын — Солонин Кирилл Юрьевич (род. 1969), доктор философских наук, профессор и заведующий кафедрой философии и культурологии Востока института философии СПбГУ

## Научные труды

### Монографии
- Солонин, Ю. Н. Наука как предмет философского анализа. — Л., 1988;
- Солонин, Ю. Н. Предмет философии и обоснование науки. — СПб., 1993.

### Статьи
- Солонин Ю. Н. Познавательная функция философии и развитие научного знания. [В соавт.] // Специфика и функции философского знания. Уч. зап. кафедр общественных наук. Вып. ХХ. — Л., 1980;
- Солонин Ю. Н. Проблемы теории познания в философских разработках Львовско-Варшавской школы // Критика современных буржуазных теорий познания. — Л., 1981;
- Солонин Ю. Н. Методологические аспекты истории формирования технических наук. [В соавт.] // Вопросы философии. — 1982. — № 11;
- Солонин Ю. Н. Натурфилософия Канта и естествознание XX в. // Кантовский сборник. Вып. ХШ. Калининград, 1983;
- Солонин Ю. Н. Общественно-политическая периодика США в системе политико-идеологического комплекса. [В соавт.] // Буржуазная журналистика и современная идеологическая борьба. — Л., 1986;
- Солонин Ю. Н. Наука как предмет философского анализа. — Л., 1988;
- Солонин Ю. Н. Кризис культуры в контексте русского и западноевропейского менталитета // Вестник СПбГУ. Сер.6. — Вып.3. — 1993;
- Солонин Ю. Н. К проблеме онтологической данности культуры // Вестник СПбГУ. Сер.6. — Вып.4. — 1994;
- Солонин Ю. Н. К проблеме единства научного знания // Гуманитарий. Ежегодник. — № 1. — 1995;
- Манько Ю. В., Марков Б. В., Солонин Ю. Н. Научное познание как проблема философского анализа // Философские проблемы научного познания и творчества. — СПб., 1996. — C. 9—38.
- Солонин Ю. Н. Голос о женском достоинстве из XVIII века // О благородстве и преимуществах женского пола. Из истории женского вопроса в России. — СПб., 1997;
- Солонин Ю. Н. Философия в движении от классического к современному образу // Мысль. Ежегодник Петербургской ассоциации философов. — № 1. — 1997;
- Солонин Ю. Н. Философия культуры в Польше XIX—XX вв. // Философия культуры: становление, развитие. — СПб., 1998. 2-е изд.;
- Солонин Ю. Н. Русский фикционализм // Вече. Альманах русской философии и культуры. — СПб., 1998. — Вып. 11;
- Солонин Ю. Н. Академический университет и начало преподавания философии в России [В соавт.] // Вече. Альманах русской философии и культуры. — 1999. — № 12;
- Солонин Ю. Н. Эрнст Юнгер: образ жизни и духа. (Предисловие) // Юнгер Э.. Рабочий. Господство и гештальт; Тотальная мобилизация; О боли. — СПб.: Наука, 2000. — 539 с. — (Слово о сущем). — ISBN 5-02-026781-3;
- Солонин Ю. Н. Эрнст Юнгер: от воображения к метафизике истории. (Предисловие) // Юнгер Э. В стальных грозах. — СПб: Владимир Даль, 2000;
- Солонин Ю. Н. Эрнст Юнгер: Опыт первоначального понимания жизни и творчества // История философии, культура и мировоззрение. К 60-летию профессора А. С. Колесникова. — СПб., 2000;
- Солонин Ю. Н. Чемберлен — предтеча трагических мифов XX века // Чемберлен Х. Основания девятнадцатого столетия. — Т. 1. — СПб., 2012.